# 은왕좌

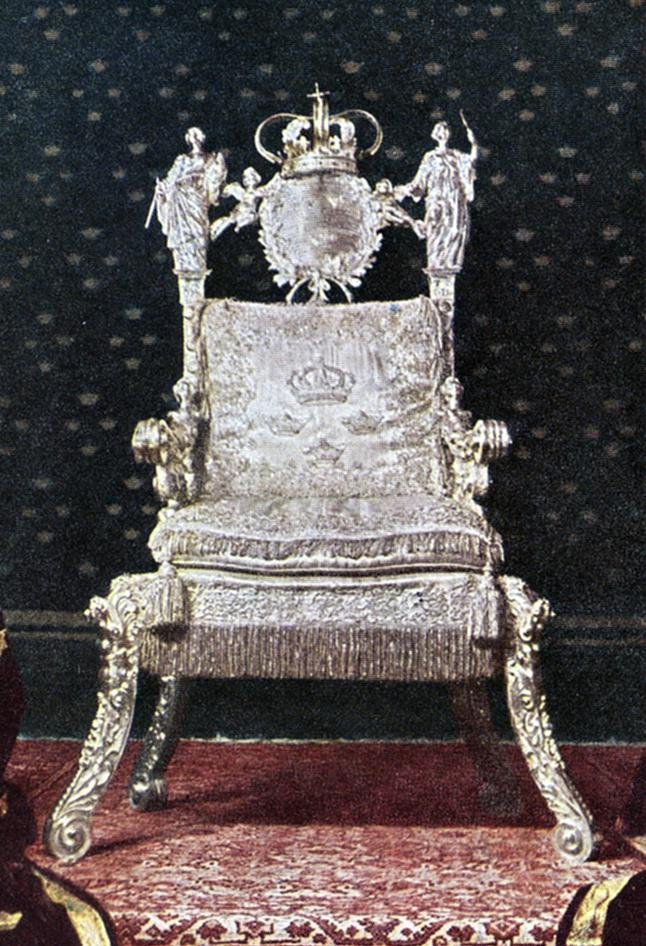
1982년 촬영된 은왕좌.

은왕좌(銀王座, 스웨덴어: Silvertronen)는 스웨덴의 군주가 사용하는 옥좌다. 대관식, 의회 개회식때 사용한다. 스톡홀름궁 국가전에 소재한다.
1650년 크리스티나 여왕의 대관식 때 만들어졌다. 바이에른 아우크스부르크의 아브라함 드렌트베트가 제작했으며, 망누스 가브리엘 데 라 가르디에 백작이 진상했다.